# Стадион Насионал де Чиле
Стадион Насионал де Чиле (шп. Estadio Nacional de Chile) је вишенаменски стадион Који се налази у Сантијагу у Чилеу. Највише се користи за фудбал. Насионал је стадион са највећим капацитетом у Чилеу. Реновирањем и прилагођавањем новим правилима ФИФАе капацитет смањен на 66.660 седења. Поред фудбалског, на стадиону се још налазе тениска игралишта, пливачки базен и гимнастичка дворана.
Изградња стадиона је почела у фебруару 1937. године а пуштен је у употребу 3. децембра 1938. године. Архитектура стадиона је у основи била копија Олимпијског стадиона у Берлину. Стадион је постао познат после одигравања финалне утакмице светског првенства 1962. године и познат, у негативном смислу за време Хладног рата, после претварања стадиона у политички затвор 1973. године, када је свргнут Салвадор Аљенде од стране чилеанске армије.

## Историја
Стадион се највише користи за одигравање фудбалских утакмица и био је једно од места одржавања утакмица светског купа 1962. године и самог финалног сусрета. Стадион је остао у сећању чилеанских љубитеља фудбала као место највећег успеха чилеанске фудбалске репрезентације. У утакмици за треће место 16. јуна 1962. године, репрезентација Чилеа је са резултатом од 1:0 победила репрезентацију Југославије.
Стадион такође служи као место одигравања утакмица, како за националну фудбалску селекцију, тако и за фудбалски клуб Универсидад из Сантијага. Стадион се такође користи за одржавање значајнијих великих такмичења.
Стадион Насионал био је домаћин Светског првенства у кошарци 1959. године.

## Светско првенство у фудбалу до 20 година 1987.
Утакмице одигране на стадиону:
| Датум             | Репр. #1        | Рез.           | Репр. #2        | Коло           | Гледалаца |
| ----------------- | --------------- | -------------- | --------------- | -------------- | --------- |
| 10. октобар 1987. | Чиле            | 2–4            | СФР Југославија | Групна фаза    | 67.000    |
| 14. октобар 1987. | СФР Југославија | 4:0            | Аустралија      | Групна фаза    | 20.000    |
| 18. октобар 1987. | СФР Југославија | 0:1            | Того            | Групна фаза    | 12.000    |
| 21. октобар 1987. | СФР Југославија | 2:1            | Бразил          | Четвртфинале   | 60.000    |
| 17. октобар 1987. | СФР Југославија | 2:1            | Источна Немачка | Полуфинале     | 35.000    |
| 25. октобар 1987. | Источна Немачка | 1:1 (пен. 3:1) | Чиле            | За треће место | 9.000     |
| 25. октобар 1987. | СФР Југославија | 1:1 (пен. 5:4) | Западна Немачка | Финале         | 65.000    |

## Посета
Највећа посета на стадиону од 85.268 гледалаца је забележена 29. децембра 1962. године на утакмици прве чилеанске лиге између тимова Универсидад де Чиле (Universidad de Chile) и Универсидад Католика (Club Deportivo Universidad Católica) (4:1).

## Војни пуч
Стадион Насионал је кориштен током војног пуча, септембра, октобра и новембра, 1973. године као концентрациони логор за око 40.000 политичких затвореника. Мушкарци су били држани на терену и делу за гледаоце а жене у просторијама пливачког клуба и свлачионица.
У то време ФИФА је тражила да на овом стадиону репрезентација Совјетског Савеза игра квалификациону утакмицу за светско првенство 1974., али су Совјети то одбили. Због овога се репрезентација Чилеа директно квалифоковала на завршницу светског првенства у Немачкој.
Направљен је и документарни филм о овим догађајима на стадиону.